# GMB코리아
GMB코리아(영어: GMB Korea)는 대한민국의 자동차 부품 제조 기업이다.